# Park Narodowy Mols Bjerge
Park Narodowy Mols Bjerge (duń. Nationalpark Mols Bjerge) – park narodowy  we wschodniej części Półwyspu Jutlandzkiego w Danii.

## Położenie
Utworzony 29 sierpnia 2009 roku park o powierzchni 180 km² leży we wschodniej części Półwyspu Jutlandzkiego. Rozciąga się od wybrzeża Kattegat na wschodzie po lasy w Kalø na zachodzie, od wysepek na południu, przez wzgórza morenowe Mols Bjerge po sandry na północy.
Na terenie parku leży historyczne miasto Ebeltoft oraz ruiny XIV-wiecznego zamku Kalø wzniesionego przez króla Danii Eryka Menveda (1274–1319). W okolicy Trehøje w południowo-zachodniej części parku znajdują się trzy kopce z epoki brązu.

## Opis
Park obejmuje ochroną krajobraz polodowcowy, tereny leśne, wrzosowiska, łąki, a także jeziora, obszary przybrzeżne i morze.
W północno-zachodniej części parku rozciąga się las bukowy, gdzie występują m.in. zięby i świstunki leśne.
Kopce Trehøje porasta tarnina, jeżyna, jałowiec, dzika róża i głóg. Występuje tu również żmijowiec zwyczajny i czarcikęs łąkowy.
Południowo-zachodnie tereny parku na wybrzeżu klifowym w okolicach Fuglsø porasta m.in. modrak morski, goździk kropkowany, rozchodnik karpacki i dzwonek okrągłolistny. Występują tu jaszczurki i żmije oraz wiele gatunków motyli i koników polnych.
Na południowym wschodzie, w okolicach Ahl Hage, porastają podmokłe łąki, gdzie żyje wiele ptaków brodzących, m.in. czajki i ostrygojady. Obszar usłany jest kopcami podziemnicy zwyczajnej. Dalej na południe półwysep Hasnæs porastają wrzosowiska, a na płaskim wybrzeżu żyje wiele ptaków morskich i brodzących.
W środkowej części parku znajdują się jeziora Stubbe, Lange i Øje. Występują tu wydry, bieliki, rybołowy, gęgawy, perkozy dwuczube i kuropatwy.
Na zachodzie wybrzeże Kattegat porasta las bukowy, występuje tu m.in. Anemone apennina i bluszczyk kurdybanek. Na plażę morze wyrzuca wodorosty, w których znaleziono skamieniałości jeżowców sprzed 70 milionów lat. W wodach przybrzeżnych polują morświny.
Na terenie parku gniazduje kania ruda, bielik zwyczajny, trzmielojad zwyczajny, gąsiorek i lerka.         